# Политическая система Шанхая
Политическая система Шанхая, как и вся политическая система КНР, является сочетанием партийной и государственной власти.
Мэр Шанхая является высшим должностным лицом Народного правительства Шанхая. Так как Шанхай является городом центрального подчинения, то мэр Шанхая имеет в КНР такое же значение, как и губернатор провинции, однако внутри города он имеет власти меньше, чем секретарь городского комитета КПК.
До 1941 года в Шанхае было несколько администраций: свои органы управления имели Шанхайский международный сеттльмент, Шанхайская французская концессия и Китайский город. В 1937 году японская армия оккупировала Китайский город, а территории под международным управлением были заняты японцами в 1941 году. После этого западные державы символически (так как территория всё равно контролировалась японцами) отказались от своих экстерриториальных прав в Шанхае, вернув власть над этими землями гоминьдановскому правительству.

## Список мэров Шанхая
- 7 июля 1927 — 1 апреля 1929: Хуан Фу (первый мэр Шанхая)
- 1 апреля 1929 — 6 января 1932: Чжан Цюнь
- январь 1932 — апрель 1937: У Течэн
- апрель 1937 — ноябрь 1937: Юй Хун-чунь
- ноябрь 1940 — декабрь 1944: Чэнь Гунбо
- декабрь 1944 — август 1945: Чжоу Фохай
- август 1945 — май 1949: У Гочжэнь
- май 1949 — ноябрь 1958: Чэнь И (военный комендант)
- ноябрь 1958 — 9 апреля 1965: Кэ Цинши
- декабрь 1965 — февраль 1967: Цао Дицю (репрессирован во время Культурной революции)
- 24 февраля 1967 — октябрь 1976: Чжан Чуньцяо (председатель Шанхайского ревкома)
- ноябрь 1976 — 7 февраля 1979: Су Чжэньхуа (председатель Шанхайского ревкома)
- февраль 1979 — апрель 1981: Пэн Чун (фактически — с конца 1976)
- апрель 1981 — июль 1985: Ван Даохань
- июль 1985 — апрель 1988: Цзян Цзэминь
- апрель 1988 — апрель 1991: Чжу Жунцзи
- апрель 1991 — февраль 1995: Хуан Цзюй
- февраль 1995 — 7 декабря 2001: Сюй Куанди (смещён)
- 7 декабря 2001 — 21 февраля 2003: Чэнь Лянъюй
- 21 февраля 2003 — 26 декабря 2012: Хань Чжэн
- 26 декабря 2012 — 17 января 2017: Ян Сюн
- 20 января 2017 — 12 февраля 2020: Ин Юн
- с 23 марта 2020: Гун Чжэн

## Список секретарей шанхайского горкома КПК
- 1949—1950: Жао Шуши
- 1950—1954: Чэнь И
- 1954—1965: Кэ Цинши
- 1965—1967: Чэнь Писянь
- 1971—1976: Чжан Чуньцяо
- 1976—1979: Су Чжэньхуа (фактически — Пэн Чун)
- 1980—1985: Чэнь Годун
- 1985—1987: Жуй Синвэнь
- 1987—1989: Цзян Цзэминь
- 1989—1991: Чжу Жунцзи
- 1991—1994: У Банго
- 1994—2002: Хуан Цзюй
- 2002—2006: Чэнь Лянъюй (смещён по обвинению в коррупции)
- 2006—2007: Хань Чжэн (исполняющий обязанности)
- март 2007 — октябрь 2007: Си Цзиньпин
- 2007—2012: Юй Чжэншэн
- 2012—2017: Хань Чжэн
- 2017—2022: Ли Цян
- с 2022 года: Чэнь Цзинин

## Список председателей Шанхайского собрания народных представителей
- 1979—1981: Янь Юминь
- 1981—1988: Ху Лицзяо
- 1988—1998: Е Гунци
- 1998—2003: Чэнь Теди
- 2003—2008: Гун Сюэпин
- 2008—2013: Лю Юньгэн
- 2013—2020: Инь Икуй
- с 2020 года: Цзян Чжуоцин

## Список председателей Шанхайского народного политического консультативного совета
- 1955—1958: Кэ Цинши
- 1958—1967: Чэнь Писянь
- 1977—1979: Пэн Чун
- 1979—1983: Ван Ипин
- 1983—1988: Ли Гохао
- 1988—1993: Се Сидэ
- 1993—1998: Чэнь Теди
- 1998—2003: Ван Липин
- 2003—2008: Цзян Ижэнь
- 2008—2013: Фэн Гоцинь
- 2013—2018: У Чжимин
- с 2018 года: Юньху Донг